# Poorttoren
Een poorttoren verheft zich boven of ook naast een poort door middel van een grotere constructie als toren.
Meestal is deze een onderdeel van een middeleeuws verdedigingswerk. Dit kan een stadsmuur, een vesting of burcht zijn. Bijgevolg worden deze dan stadspoorttoren, vestingpoorttoren of kasteelpoorttoren genoemd. De poorttoren werd dan vaak ook gebruikt als weertoren en wachttoren.
Ook bij het ontwerp van moderne gebouwen worden poorttorens symbolisch gebruikt als hoofdtoegang.

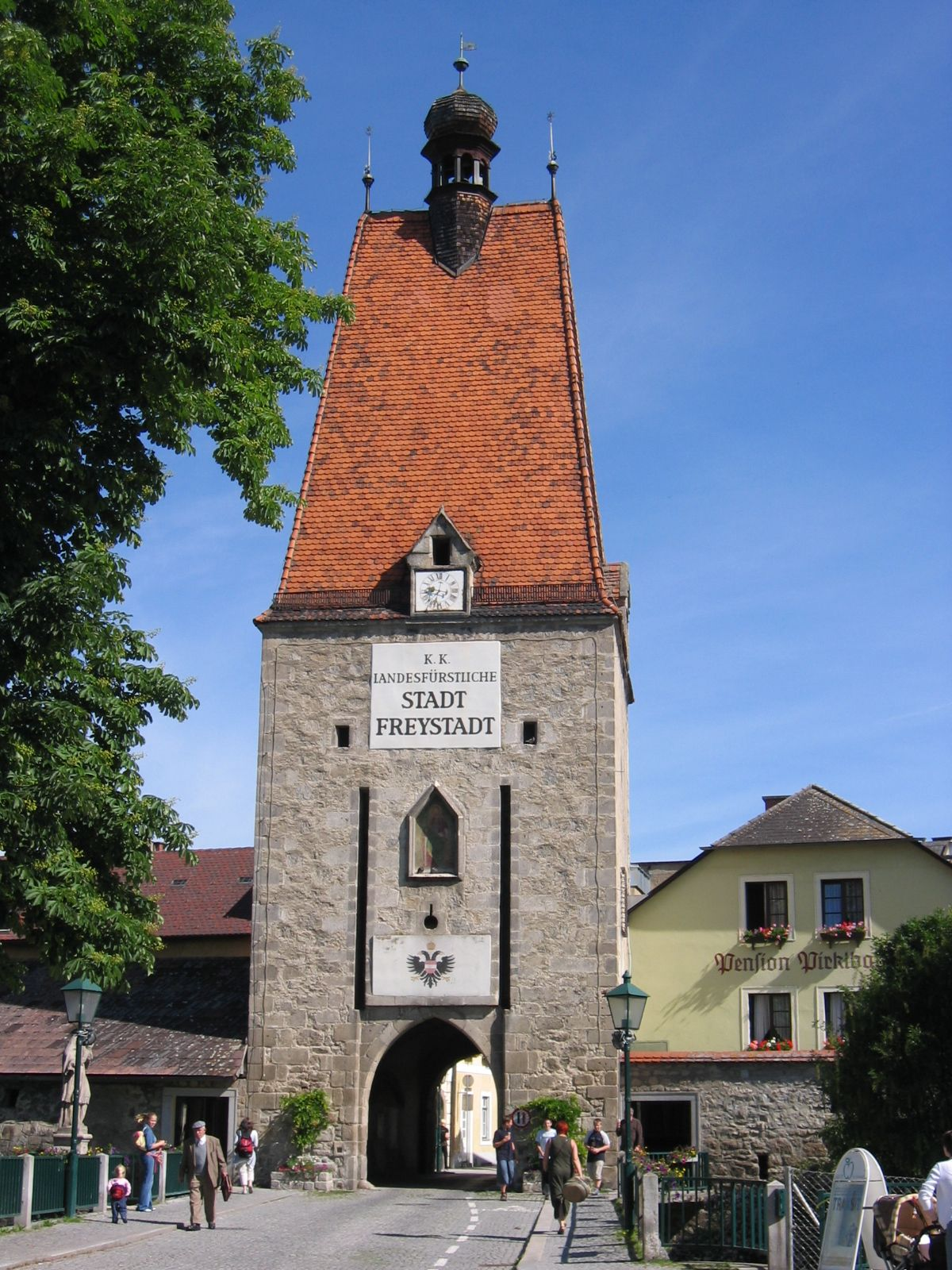
Linzertor in Freistadt
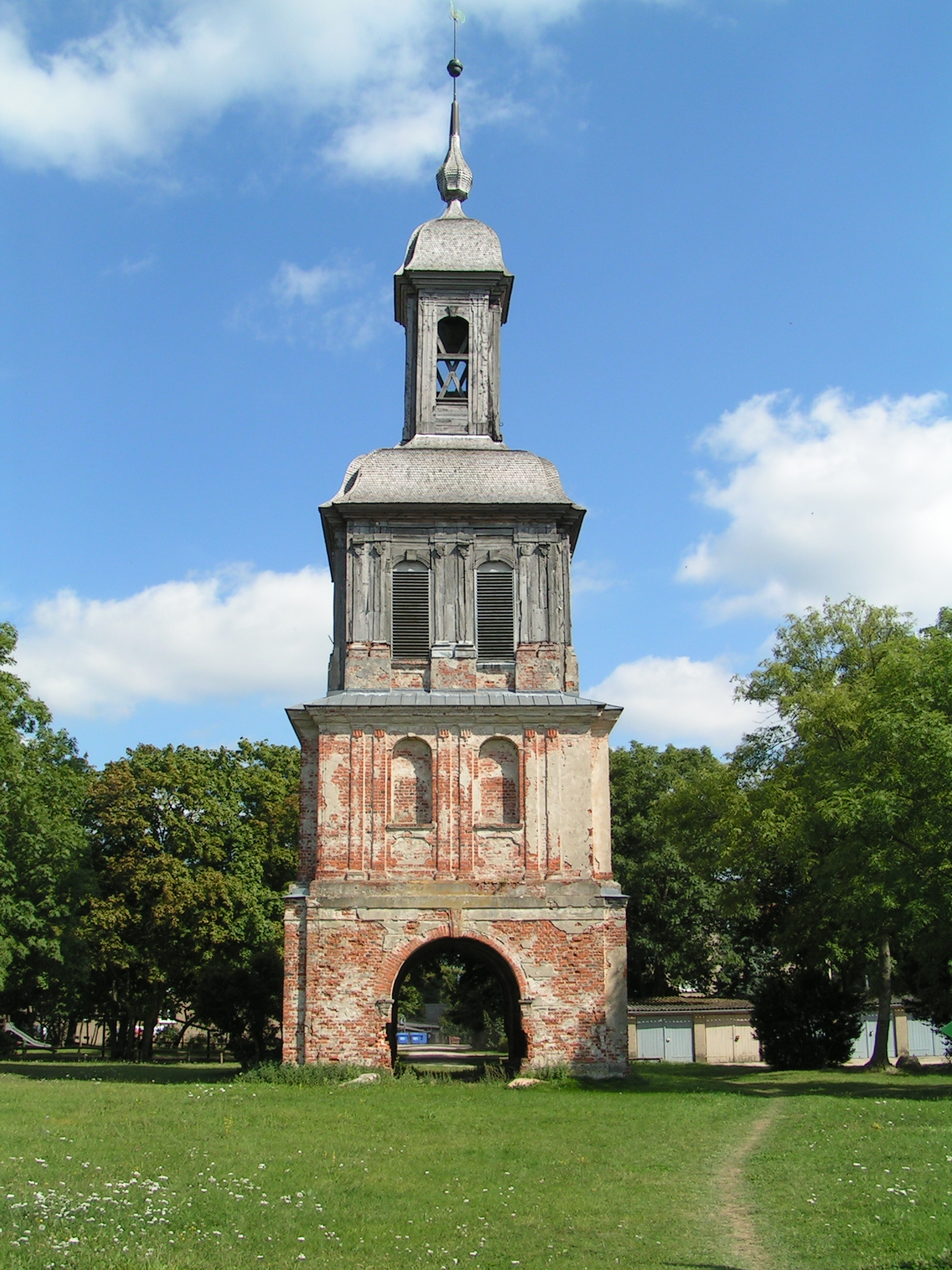
Poorttoren in Remplin
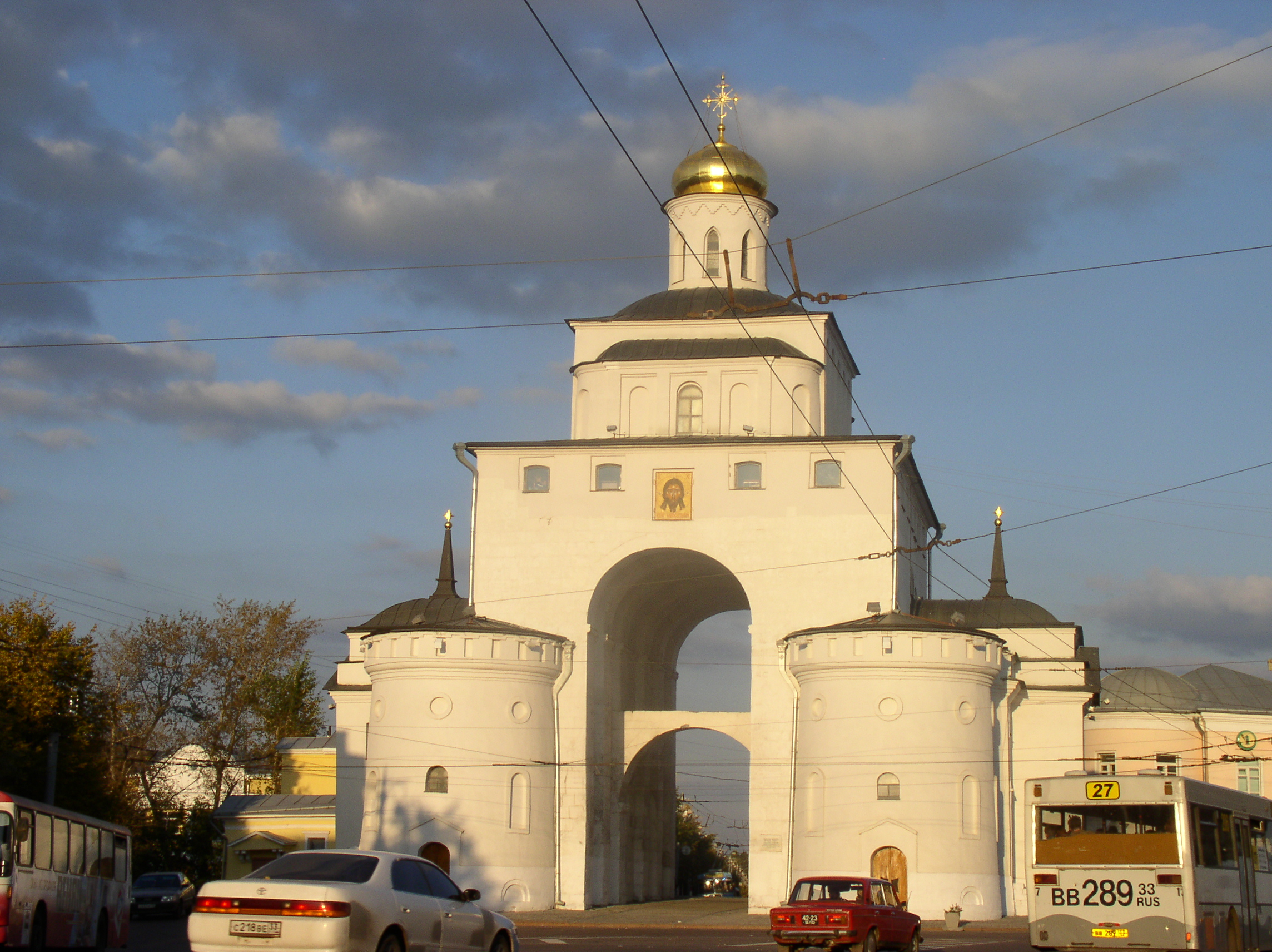
Gouden Poort in Vladimir
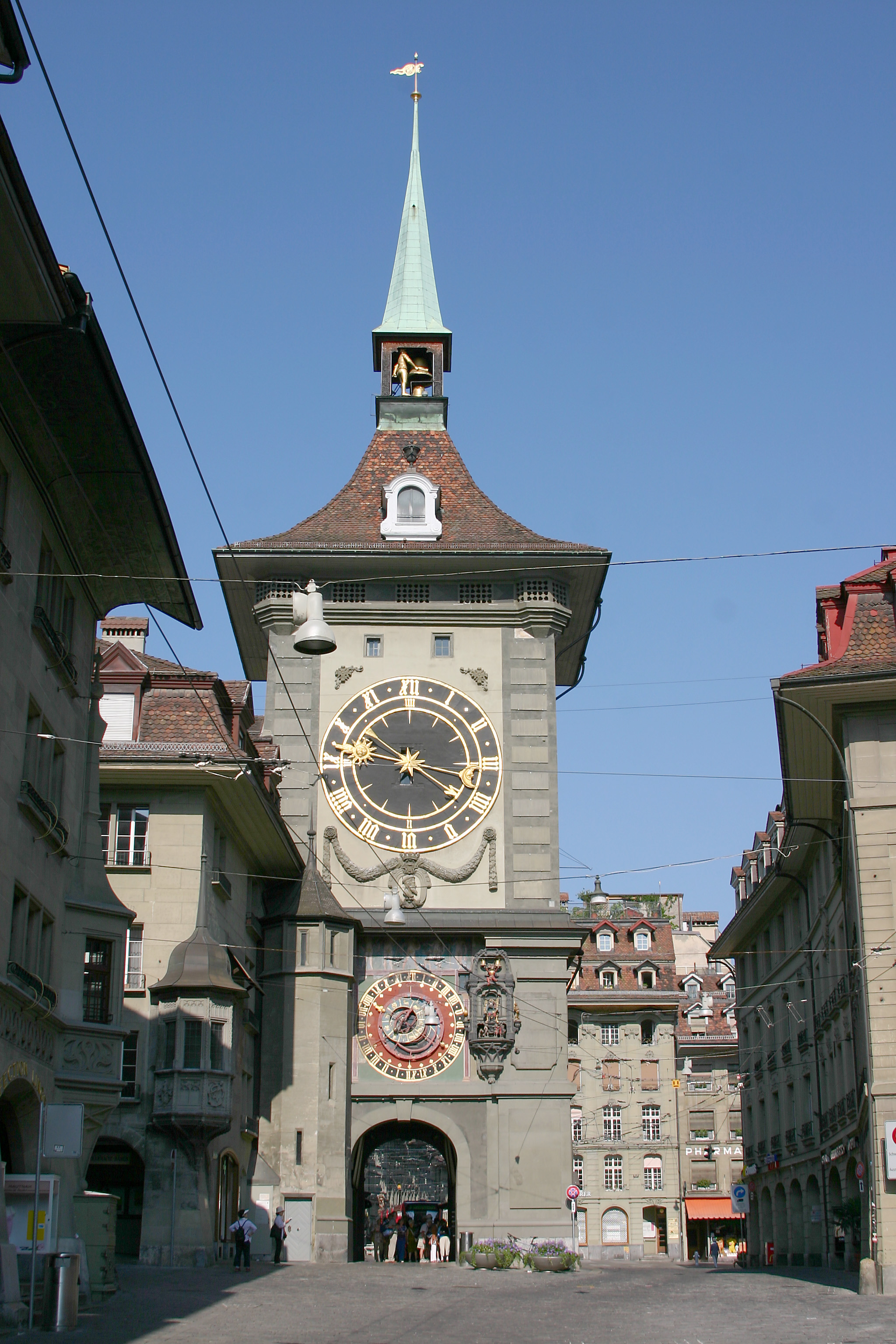
Zytglogge in Bern
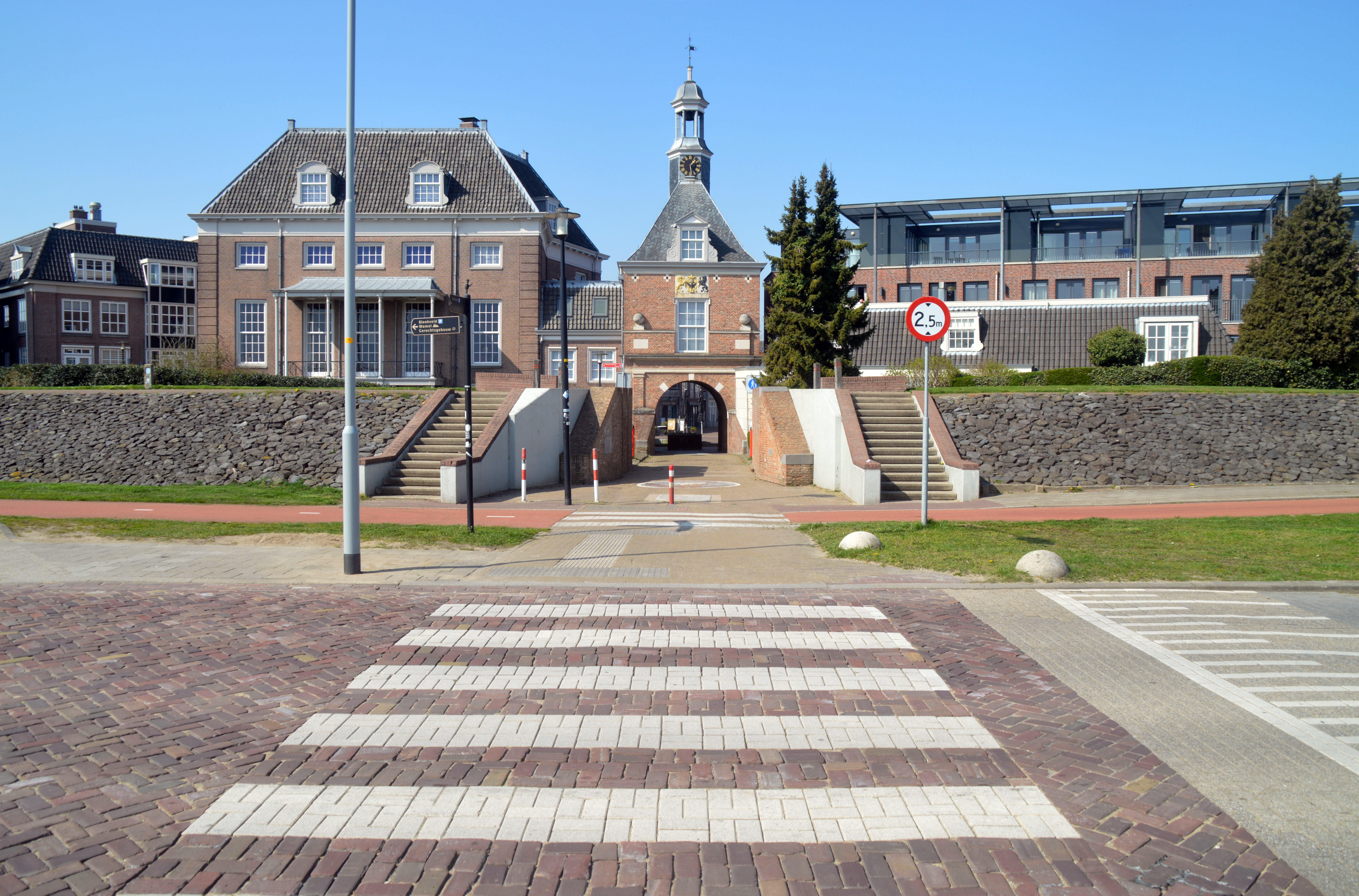
Waterpoort (Tiel)